# (286841) Annemieke
(286841) Annemieke est un astéroïde de la ceinture principale.

## Description
(286841) Annemieke est un astéroïde de la ceinture principale. Il fut découvert le 3 juillet 2002 à l'observatoire Palomar par Maik Meyer. Il présente une orbite caractérisée par un demi-grand axe de 3,15 UA, une excentricité de 0,12 et une inclinaison de 10,6° par rapport à l'écliptique.

## Compléments